# Saint-Amour (Jura)
Saint-Amour é uma comuna francesa na região administrativa de Borgonha-Franco-Condado, no departamento de Jura. Estende-se por uma área de 11,65 km². Em 2010 a comuna tinha 2 488 habitantes (densidade: 213,6 hab./km²).